# Biblis Patera
In der Mitte des Vulkans Biblis Tholus befindet sich eine Caldera mit dem Namen Biblis Patera. Der  ist ein vor Jahrmillionen erloschener Vulkan im westlichen Bereich der Tharsis-Aufwölbung auf dem Mars, westlich des Pavonis Mons und südöstlich des Olympus Mons. Er wurde mit der hochauflösenden Stereokamera (HRSC) der ESA-Raumsonde Mars Express am 8. November 2004 mit einer Bildauflösung von 10,8 Metern pro Bildpunkt aufgenommen.
Die gebirgigen Ringe um die Krater sind jeweils ein Relikt von Lavaauswürfen. Beim Biblis Patera wird vermutet, dass die abgekühlte Magmaschicht, die den Kraterboden bildet, mehrfach einbrach, weil erneut Lava an die Oberfläche drang. Von diesen Einbrüchen zeugen die Terrassen, die innerhalb der Caldera ausgemacht wurden.